# Myiotheretes fuscorufus
El birro ventrirrufo, atrapamoscas de vientre rufo o ala-rufa de vientre rufo (en Perú) (Myiotheretes fuscorufus) es una especie de ave paseriforme de la familia Tyrannidae perteneciente al género Myiotheretes. Es nativo de regiones andinas del centro oeste de América del Sur.

## Distribución y hábitat
Se distribuye a lo largo de la pendiente oriental de la cordillera de los Andes desde el centro de Perú (Pasco) hacia el sur hasta el centro de Bolivia (La Paz y Cochabamba).
Esta especie es considerada poco común en sus hábitat naturales: los bordes de bosques montanos, en altitudes entre 2000 y 3400 m.

## Sistemática

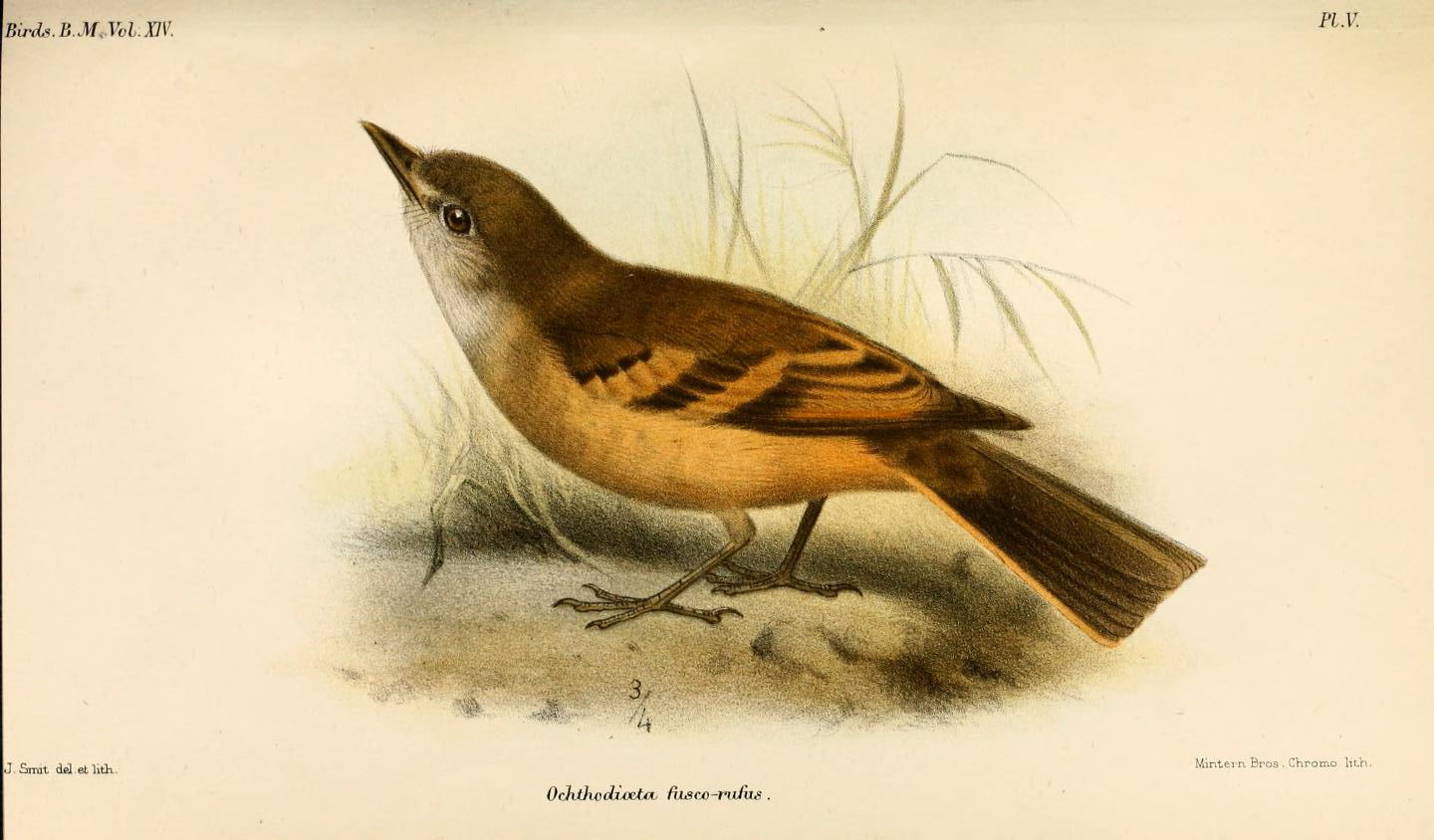
Ochthodiaeta fuscorufus, ilustración de Joseph Smit, en Catalogue of the Birds in the British Museum, 1888.

### Descripción original
La especie M. fuscorufus fue descrita por primera vez por los zoólogos británicos Philip Lutley Sclater y Osbert Salvin en el año 1876, bajo el nombre científico de: Ochthodiaeta fuscorufus. Su localidad tipo es: «Tilotilo, Yungas, La Paz, Bolivia»..

### Etimología
El nombre genérico masculino «Myiotheretes» se compone de las palabras del griego «μυια muia, μυιας muias» que significa ‘mosca’, y «θηρατης thēratēs» que significa ‘cazador’; y el nombre de la especie «fuscorufus», se compone de las palabras del latín «fuscus» que significa ‘oscuro’, y «rufus» que significa ‘rufo, rojizo’.

### Taxonomía
Fue descrita y anteriormente estuvo colocado en un género Ochthodiaeta, junto a Myiotheretes fumigatus y M. pernix. Es monotípica.